# Мохоярово
Мохоярово (Мухоярово) — деревня в Нелидовском районе Тверской области России в Высокинском сельском поселении.
Расположена примерно в 2 км к северу от большой деревни Высокое и 22 км к северу от райцентра Нелидово.
На картах Шуберта (лист 10-11) обозначена как деревня Мухоярова с 7 дворами.

## Население
| 2002 | 2010 |
| ---- | ---- |
| 25   | ↘17  |